# حسين أباد (تيران وكرون)
حسين أباد هي قرية في مقاطعة تيران وكرون، إيران. عدد سكان هذه القرية هو 1,166 في سنة 2006.